# Monte Efraín
El Monte Efraín (הר אפרים), o alternativamente Monte de Efraín, era el nombre histórico del distrito montañoso central de Israel que una vez ocupó la Tribu de Efraín (Josué 17:15; 19:50; 20:7), que se extendía desde Betel hasta la llanura de Tel Jezreel. En la época de Josué (Josué 17:18), aproximadamente en algún momento entre el siglo XVIII a. C. y el siglo XIII a. C., estas colinas estaban densamente arboladas. Estaban atravesadas por valles fértiles y bien regados, a los que se hace referencia en Jeremías 50:19.

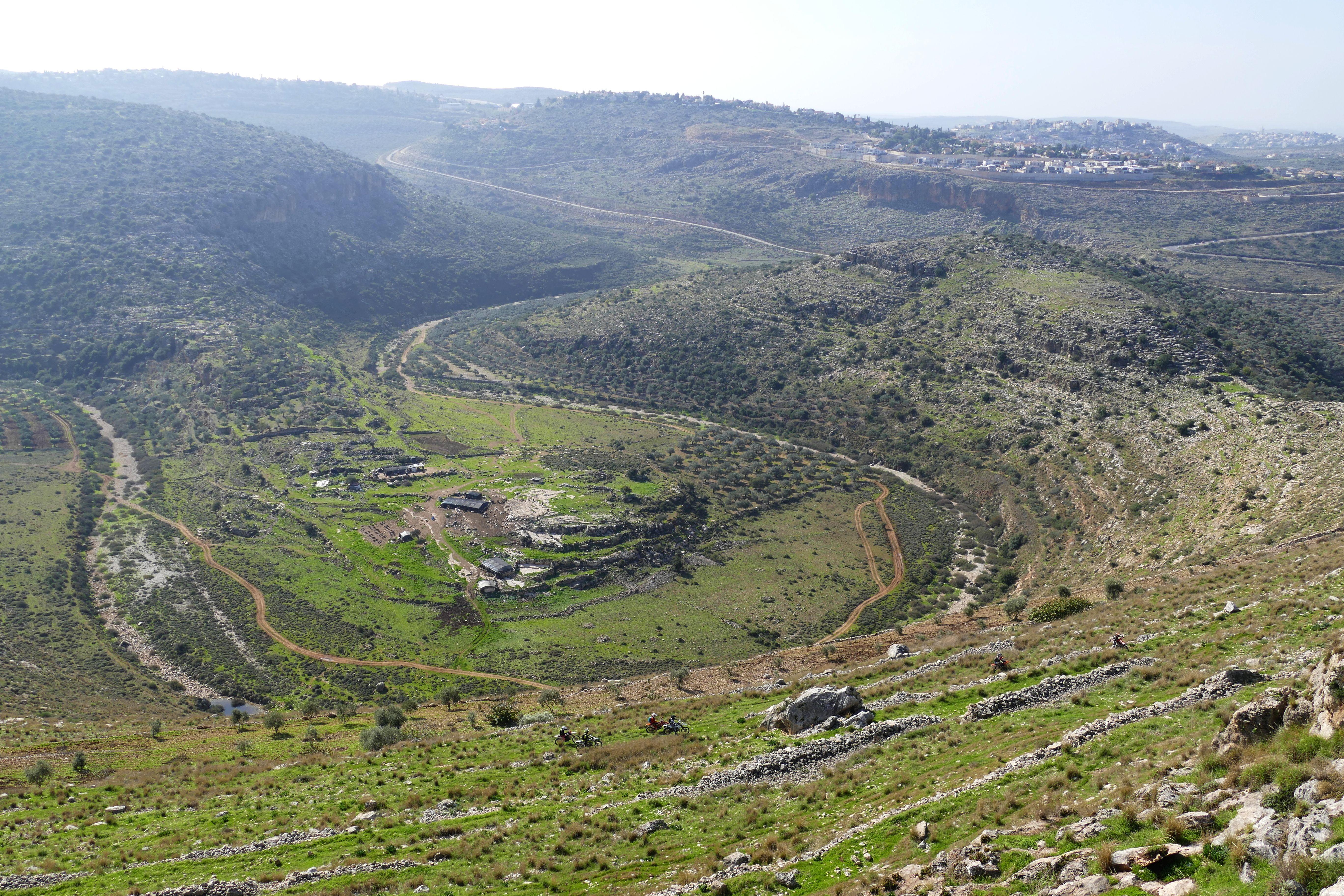
Khirbet Banat Bar, a veces identificado con la ciudad de Zeredah en Efraín, lugar de nacimiento de Jeroboam

Más tarde, la región pasó a conocerse como Samaria, por la ciudad capital del norte Reino de Israel, que tenía su centro en la zona.

## Personas notables
Josué fue enterrado en Timnat-sera entre las montañas de Efraín, en el lado norte de la colina de Gaash (Jueces 2:9). Esta región también se llama las «montañas de Israel» (Josué 11:21) y las «montañas de Samaria» (Jeremías 31:5, 6: Amós 3:9).
La cuarta jueza y profetisa de Israel, Débora, vivió en esta región. Su hogar se llamaba «la palmera de Débora», y estaba entre Betel y Ramá en Benjamín (Jueces 4:5).
«Entonces Jeroboam construyó Siquem en el monte Efraín, y habitó en él; y saliendo de allí, construyó Penuel. Y Jeroboam dijo en su corazón: Ahora volverá el reino a la casa de David: (Efraín era el nuevo rey después de la muerte del rey de Salomón). 